# Grand Theft Auto: London, 1969
Grand Theft Auto: London, 1969 là một gói nhiệm vụ dành cho Grand Theft Auto và là phiên bản thứ hai của loạt game này. London, 1969 được phát hành vào ngày 31 tháng 3 năm 1999 cho hệ điều hành DOS, Microsoft Windows. Một phiên bản dành cho hệ máy PlayStation của Sony được phát hành vào tháng 4 năm 1999. Trò chơi sử dụng cùng một game engine như Grand Theft Auto, do đó mang đồ họa và cách chơi của game tương tự như Grand Theft Auto. Giống như Grand Theft Auto, gói nhiệm vụ được chia thành các phần phụ với những đoạn cắt cảnh ngắn ở giữa. London, 1969 là bản mở rộng đầu tiên được phát hành cho hệ máy PlayStation.
Người chơi đặt tên cho nhân vật của mình (mặc định là 'Sid Vacant', một kiểu nhại theo tên của Sid Vicious và bài hát của Sex Pistols là "Pretty Vacant") và chọn một hình ảnh đại diện cho họ. Hình ảnh chỉ được nhìn thấy sau khi hoàn thành hay thất bại một nhiệm vụ và không ảnh hưởng đến diện mạo hoặc cá tính trong bất kỳ cách nào. Người chơi phải làm việc cho "The Twins Crisp", một kiểu nhại khác, lần này là của 'The Kray Twins'.
Bản mở rộng giới thiệu 30 mẫu xe mới, 32 nhiệm vụ mới, và thay vào đó là các địa điểm hư cấu dựa trên các thành phố thực như trong Grand Theft Auto (Liberty City, San Andreas, và Vice City), trò chơi diễn ra ở London vào năm 1969. Người chơi một lần nữa vào vai một tên tội phạm liên quan đến các băng đảng tội phạm có tổ chức ở London.
Bối cảnh thời gian đã được khai thác thông qua các tài liệu tham khảo về văn hóa và lịch sử, trong đó có sự xuất hiện của một nhân vật giống như điệp viên 007 sử dụng khuôn mẫu tiếng lóng của Cockney (khu đông London). Mẫu đối thoại trong game bao gồm các dòng như "Ôi!, Dừng lại ngay!", "Mày bị tóm rồi!" (đã bị bắt) và "Đồ bánh nâu!" (nghĩa là bạn sẽ chết).
Tương tự như các khoản tiền thưởng trong Grand Theft Auto và Grand Theft Auto 2, người chơi sẽ nhận được một phần thưởng tiền mặt lớn để vượt qua một nhóm "Điều độ" của Anh với một chiếc xe không có phanh. Thực hiện thành công thủ thuật sẽ hiển thị thông báo "Giữ London Trật Tự" hoặc "Quadrophenia" và được nhận thưởng số tiền mặt. Gói nhiệm vụ sau khi tung ra được coi là phiên bản bán chạy nhất tại Anh.

## Soundtrack
Đĩa game còn là CD âm thanh với ca khúc đầu tiên chứa trong dữ liệu của trò chơi, yêu cầu người chơi phải bỏ qua ca khúc số 2 để sang phần âm nhạc. Điều này là không thể vào cuối năm 2004 khi "Classics Collection" tái phát hành, dường như các dữ liệu đã được sắp xếp lại để sử dụng một định dạng âm thanh khác nhau.
Danh sách ca khúc
| STT | Nhan đề                     | Thời lượng |
| --- | --------------------------- | ---------- |
| 1.  | "Bush Sounds"               | 05:10      |
| 2.  | "Title Music"               | 01:29      |
| 3.  | "Heavy Heavy Monster Sound" | 05:44      |
| 4.  | "Blow Upradio"              | 01:53      |
| 5.  | "Kaleidoscope"              | 03:10      |
| 6.  | "Sound of Soho"             | 04:58      |
| 7.  | "Radio Penelope"            | 06:59      |
| 8.  | "Radio Andorra"             | 02:20      |
| 9.  | "Westminster Wireless"      | 07:16      |
| 10. | "Radio 7"                   | 05:46      |
| 11. | "Police Radio Track"        | 03:08      |
| 12. | "GTA Pomp"                  | 02:44      |
| 13. | "GTA Spy Theme"             | 02:58      |
| 14. | "Austin Allegro Chase"      | 03:12      |
| 15. | "Ambient"                   | 01:09      |